# Emil Jónsson

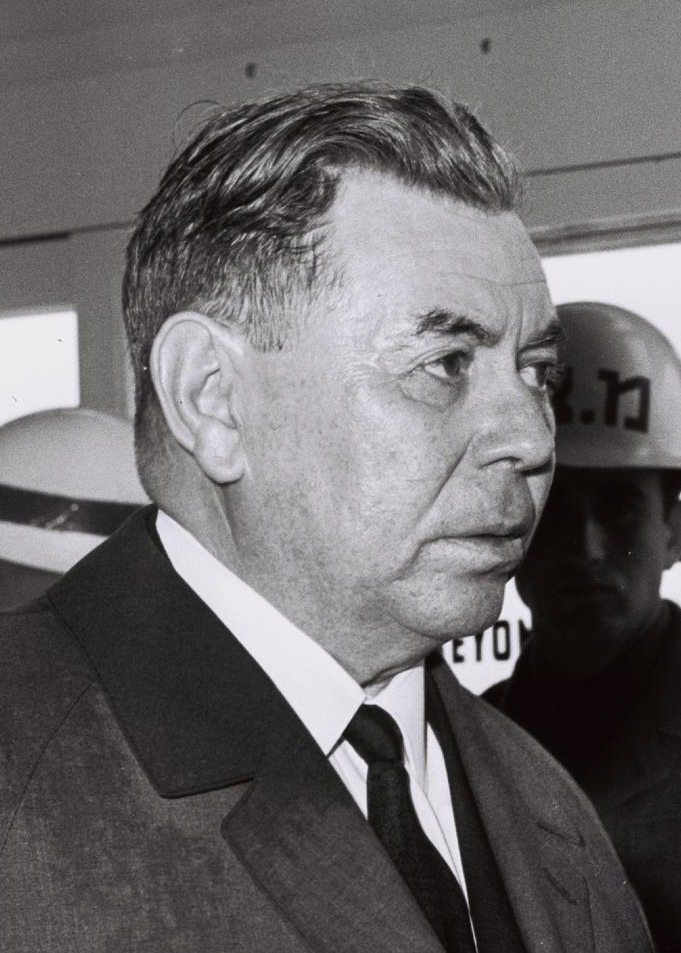
Emil Jónsson

Emil Jónsson (* 27. Oktober 1902 in Hafnarfjörður; † 30. November 1986) war ein isländischer Politiker der Sozialdemokratischen Partei Islands (Alþýðuflokkurinn) und Premierminister von Island.

## Biografie

### Studium und Aufstieg zum Minister
Emil Jónsson erwarb seine Hochschulzugangsberechtigung (Stúdentspróf) bereits 1919 am Menntaskólinn í Reykjavík, dem ältesten Gymnasium Islands. Anschließend absolvierte er bis 1925 ein Studium als Bauingenieur an der Universität Kopenhagen. Nach Beendigung seines Studiums war er als Bauingenieur in mehreren Betrieben tätig.
Emil begann seine politische Laufbahn 1934 mit der Wahl zum Abgeordneten des Althing, wo er bis 1971 die Interessen der Sozialdemokratischen Partei Islands (Alþýðuflokkurinn) vertrat.
Ministerpräsident Ólafur Thors ernannte ihn am 21. Oktober 1944 zum Kommunikationsminister. Am 4. Februar 1947 wurde er in das Kabinett seines Parteifreundes Stefán Jóhann Stefánsson zum Minister für Handel, Industrie und Kommunikation (Viðskipta-, Iðnaðar- og Samgönguráðherra) berufen und übte dieses Amt bis zum 6. Dezember 1949 aus. Vom 3. August bis zum 7. Oktober 1956 war er kurzzeitig auch Außenminister (Utanríkisráðherra) in der 2. Regierung von Hermann Jónasson. In dieser Zeit war er maßgeblich an Verhandlungen mit den USA und Kanada, aber auch mit Frankreich und der Bundesrepublik Deutschland über die außenpolitische Rolle Islands beteiligt.

### Ministerpräsident und Parteivorsitzender
Als Nachfolger von Hermann Jónasson wurde Emil Jónsson schließlich selbst am 23. Dezember 1958 Premierminister von Island und bildete er eine sozialdemokratische Minderheitsregierung, die nur über 6 bzw. 8 der 52 Althing-Mandate verfügte und in der selbst zusätzlich das Amt des Ministers für Kommunikation und Fischerei (Sjávarútvegsráðherra) übernahm. Im gleichen Jahr wurde er als Nachfolger von Haraldur Guðmundsson auch Vorsitzender der Sozialdemokratischen Partei Islands (Alþýðuflokkurinn). Als Ministerpräsident wurde er jedoch bereits nach weniger als elf Monaten am 20. November 1959 von Ólafur Thors abgelöst.
In dessen Koalitionsregierung aus Unabhängigkeitspartei und Sozialdemokratischer Partei übernahm er das Ministerium für Fischerei und Soziales (Félagsmálaráðherra). In der nachfolgenden Regierung von Bjarni Benediktsson war er vom 11. November 1963 bis zum 31. August 1965 zunächst weiter Fischereiminister, ehe er Außenminister (Utanríkisráðherra) und zusätzlich vom 1. Januar 1970 bis zum 10. Juli 1970 auch wieder Sozialminister war. Als Außenminister setzte er sich unter anderem für eine Berücksichtigung der wirtschaftlichen Interessen Islands bei der EWG ein. 1968 wurde Gylfi Þ. Gíslason sein Nachfolger als Vorsitzender der Sozialdemokratischen Partei. Zuletzt war er in der Regierung von Jóhann Hafstein vom 10. Juli 1970 bis 14. Juli 1971 weiter Außen- und Sozialminister. Anschließend zog er sich aus der Politik zurück.